# 층간 삽입
층간 삽입(層間揷入, intercalation)은 층상구조를 띈 물질의 사이에 분자나 이온이 들어갔다 나오는 현상이다. 리튬 전지에 많이 쓰인다.

## 같이 보기
- 클라스레이트 화합물
- 흑연 층간 물질
- 수소취성화